# Ptelina parva
Ptelina parva är en fjärilsart som beskrevs av Kirby 1887. Ptelina parva ingår i släktet Ptelina och familjen juvelvingar. Inga underarter finns listade.